# أبو الحسن أباد (دابوي الجنوبي)
أبو الحسن أباد (بالفارسية: ابوالحسن‌آباد) هي قرية تقع في إيران في قسم دابوي الجنوبی الريفي.